# Megachile parietina
Megachile parietina (Geoffroy, 1785) è un imenottero apoideo appartenente alla famiglia Megachilidae, comunemente nota come ape muraiola.

## Descrizione
Sono apoidei di medie dimensioni (lunghezza del corpo 14–18 mm) caratterizzati da un marcato dimorfismo sessuale: 
i maschi, leggermente più piccoli delle femmine, hanno una livrea di colore giallo-marrone e solo sulla parte posteriore del ventre hanno una densa peluria nera; le femmine sono invece uniformemente nere e posseggono una struttura di raccolta del polline formata da frange di peli , posta sotto l'addome (scopa addominale).

## Biologia
Sono api comunitarie, ovvero api che, se se ne presenta l'occasione, costruiscono i propri nidi l'uno accanto all'altro. I nidi sono fatti di celle, ogni cella è ottenuta impastando terra e sabbia cementate con la saliva, ricavandone piccole sfere in seguito modellate.
Le celle sono cilindriche e verticali, aperte alla sommità. Esse vengono riempite con miele e polline. All'interno di ogni celletta viene deposto un uovo, dopodiché la cella viene chiusa e l'adulto ne costruisce un'altra attaccata o poco distante. Entro giugno, le femmine sono morte dopo aver creato oltre una decina di celle a testa, eventualmente ricoprendole di un ulteriore strato di "cemento" termoisolante. Durante l'estate, l'uovo schiude, la larva che ne emerge si nutre della scorta di cibo e va incontro a metamorfosi fino alla fase pupale, che tuttavia rimane in stasi attendendo la fine dell'estate, la stagione fredda e poi di nuovo l'arrivo della primavera, periodo in cui la pupa completa la propria maturazione ed emerge.
I maschi, poco più piccoli e dalla colorazione marroncina e nera, emergono alcuni giorni prima. Con l'emersione delle femmine, più grosse e completamente nere, avvengono gli accoppiamenti. I maschi quindi muoiono, mentre le femmine fecondate possono decidere se costruire le proprie celle a ridosso dei resti del nido precedente, oppure trovare un nuovo sito (una staccionata metallica, una pietra, un muro o qualsiasi supporto simile sufficientemente esposto al sole). f. Lo stesso nido può essere utilizzato per più generazioni.

## Distribuzione
Questa specie ha un areale mediterraneo che comprende Portogallo, Spagna, Francia, Germania, Italia, Albania e Algeria.
In Italia è comune in Piemonte, Lombardia, Veneto, Trentino-Alto Adige, Toscana, Emilia, Lazio, Calabria, Sicilia e Sardegna.

## Ecologia
M. parietina è stata individuata come insetto impollinatore di due orchidee selvatiche della flora italiana: Ophrys bertolonii e Ophrys × flavicans.